# Carsten Becker (Politiker)
Carsten Roland Becker (* 20. Januar 1990 in Saarlouis) ist ein deutscher Politiker (AfD). Seit 2022 ist er Abgeordneter im Landtag des Saarlandes, im Oktober desselben Jahres wurde er auch Landesvorsitzender der AfD Saarland. Seit dem 25. März 2025 ist er, zusätzlich zu seinem Landtagsmandat, auch Mitglied des Deutschen Bundestages.

## Leben
Becker ist Elektroniker für Betriebstechnik. Seit 2013 ist er Mitglied der AfD. Nach seiner Ausbildung bei den Ford-Werken in Saarlouis war er jahrelang auch in der Produktion tätig. Er ist Kreisvorsitzender seiner Partei im Landkreis Saarlouis. Seit 2014 ist er Mitglied des Stadtrates von Saarlouis und Mitglied des Kreistages des Landkreises Saarlouis. Bei der Bundestagswahl 2021 kandidierte er im Bundestagswahlkreis Saarlouis, verfehlte jedoch den Einzug in den Bundestag. Bei der Landtagswahl im Saarland 2022 zog er über ein Mandat im Wahlkreis Saarlouis in den Landtag des Saarlandes ein. Im Oktober 2022 wurde Becker zum Landesvorsitzenden der AfD Saarland gewählt. Bei der vorgezogenen Bundestagswahl 2025 wurde er als Spitzenkandidat der AfD Saarland in den Deutschen Bundestag gewählt. Obwohl im Februar 2025 bereits Marc Bender als sein Nachfolger im saarländischen Landtag benannt wurde, behielt sich Becker den Rücktritt vom Landtagsmandat vor und gab an, sich erst nach der Bildung der neuen Bundesregierung entscheiden zu wollen.

## Rechtsextremismus
Becker gehörte 2015 zu den Unterzeichnern der Erfurter Resolution, die als Gründungsmanifest des 2020 aufgelösten rechtsextremistischen Personenzusammenschlusses Der Flügel gilt. Ihm wurde immer wieder eine deutliche Nähe zum Rechtsextremismus bescheinigt. So trat er bei rechtsextremen Medien mit verfassungsfeindlichen Äußerungen in Erscheinung, etwa im österreichischen Magazin „Info-Direkt“ und im „Heimatkurier“, die der Identitären Bewegung (IB) nahestehen. Aus Sicht des Politikwissenschaftlers Markus Linden verwendet Becker eindeutige Codewörter des rechtsextremen Milieus. Damit zeige Becker Szenewissen und scheine ihm damit als „Akteur sehr nah bei der Identitären Bewegung zu stehen“. In den rechtsextremistischen Medien äußere sich Becker zudem verfassungsfeindlich, etwa, wenn er Ausländer pauschal als „Irre“ bezeichne oder Andersdenkende herabwürdige. Bei einer Veranstaltung an einer Saarlouiser Schule trat Becker 2013 mit einem T-Shirt der rechtsextremen Identitären Bewegung auf.